# 桧山郵便局
桧山郵便局（ひのきやまゆうびんきょく）は、京都府船井郡京丹波町にある郵便局。民営化前の分類では無集配特定郵便局であった。

## 概要
住所：〒622-0311 京都府船井郡京丹波町和田大下7-4
かつては集配郵便局であったが、2007年（平成19年）に集配業務を丹波郵便局へ移管し無集配郵便局となった。

## 沿革
- 1878年（明治11年）1月16日 - 橋爪郵便局として開設[1]。
- 1885年（明治18年）8月16日 - 貯金取扱を開始。
- 1890年（明治23年）4月1日 - 檜山郵便局に改称。
- 1890年（明治23年）12月21日 - 為替取扱を開始。
- 1974年（昭和49年）4月24日 - 電話の加入および料金に関する簡易な事務を除く電話交換業務を、園部電報電話局に移管[2]。
- 1977年（昭和52年）9月26日 - 船井郡瑞穂町橋爪字桧山から同町和田字大下に移転。
- 1980年（昭和55年）12月1日 - 三ノ宮郵便局から和文電報配達業務を移管。
- 1993年（平成5年）3月22日 - 高原郵便局[注釈 1]から集配業務の一部[注釈 2]を移管。
- 1994年（平成6年）2月7日 - 郵便振替の小切手払の取扱を開始。
- 2006年（平成18年）3月1日 - 檜山郵便局から桧山郵便局に改称[3]。
- 2007年（平成19年）3月12日 - 丹波郵便局へ集配業務を移管、無集配局となる[4]。郵便番号を〒622-1399から〒622-1301に変更。
- 2007年（平成19年）10月1日 - 民営化。
- 2012年（平成24年）10月1日 - 日本郵便株式会社発足。

## 取扱内容
- 郵便、印紙、ゆうパック、内容証明
- 貯金、為替、振替、振込、国際送金、国債
- 生命保険、バイク自賠責保険
- 地方公共団体事務（京丹波町ごみ処理券・し尿処理券・ごみ袋の販売）
- ゆうちょ銀行ATM

## 周辺
- 京丹波町立瑞穂中学校
- 京丹波町立桧山小学校
- 京都北都信用金庫瑞穂支店
- 国道9号
- 高屋川（由良川水系）

## アクセス
- 中京交通（園福線） 京丹波町病院前停留所下車
- 京都縦貫自動車道（京都丹波道路） 丹波ICから北西へ約7.5km
- 京都府道444号桧山須知線沿い
- 駐車場あり：3台